# Yacimiento arqueológico de Haïdra
El yacimiento arqueológico de Haïdra, vestigio de la antigua Ammaedara, es un sitio arqueológico en la parte centro-occidental de la gobernación de Kasserine, situado en Haïdra (Túnez).
Excavado entre 1908 y 1909 por André Piganiol, el yacimiento contiene las ruinas de un arco triunfal, así como varios mausoleos, baños subterráneos, fortalezas bizantinas y varias iglesias.

## Historia
Ammaedara o Ad Medera, fundada en el siglo I a. C., es una de las ciudades romanas más antiguas de África; fue sede de la Legio III Augusta desde el reinado de Augusto  hasta que fue trasladada por razones estratégicas a Theveste (actual Tébessa en Argelia), a cuarenta kilómetros al suroeste, durante el reinado de Vespasiano. Los veteranos se establecieron entonces en Ammaedera, que recibió el estatus de colonia (Colonia Flauia Augusta Emerita Ammaedara) en el año 75. La creación de una colonia en esta parte del África proconsular permitió el control de las carreteras que pasaban sobre los terrenos de viaje de los musulamios.
Al convertirse en un cruce de caminos, atravesado en particular por el eje de penetración que une Cartago con Tébessa, la ciudad se desarrolló rápidamente y adquirió un gran número de monumentos, incluyendo un arco de triunfo dedicado a Septimio Severo. La presencia de un obispo está atestiguada en 256 según una lista conciliar. En el año 411 en el Concilio de Cartago, dos comunidades rivales representaron a Ammaedara, los católicos y los donatistas, cada una de las dos partes se puso bajo la autoridad de su propio obispo.
De 439 a 533, la ciudad fue ocupada por los vándalos, con un obispo vándalo enterrado en la basílica principal, y luego por la reconquista bizantina, que llevó a la construcción de una fortaleza.

## Monumentos

### Arco de Septimio Severo
El arco dedicado a Septimio Severo está muy bien conservado gracias a una muralla construida con fines defensivos, en sus lados delanteros y traseros, durante el Exarcado de África.
El arco está compuesto por un arco con una abertura de unos seis metros, que descansa sobre dos enormes montantes. Cada cara está precedida por dos columnas corintias lisas con capiteles de hojas de acanto que sostienen un entablamento cuyo arquitrabe está finamente decorado. El friso tiene un cartucho con una dedicatoria grabada en él, mencionando que el monumento fue completado en 195.

### Necrópolis

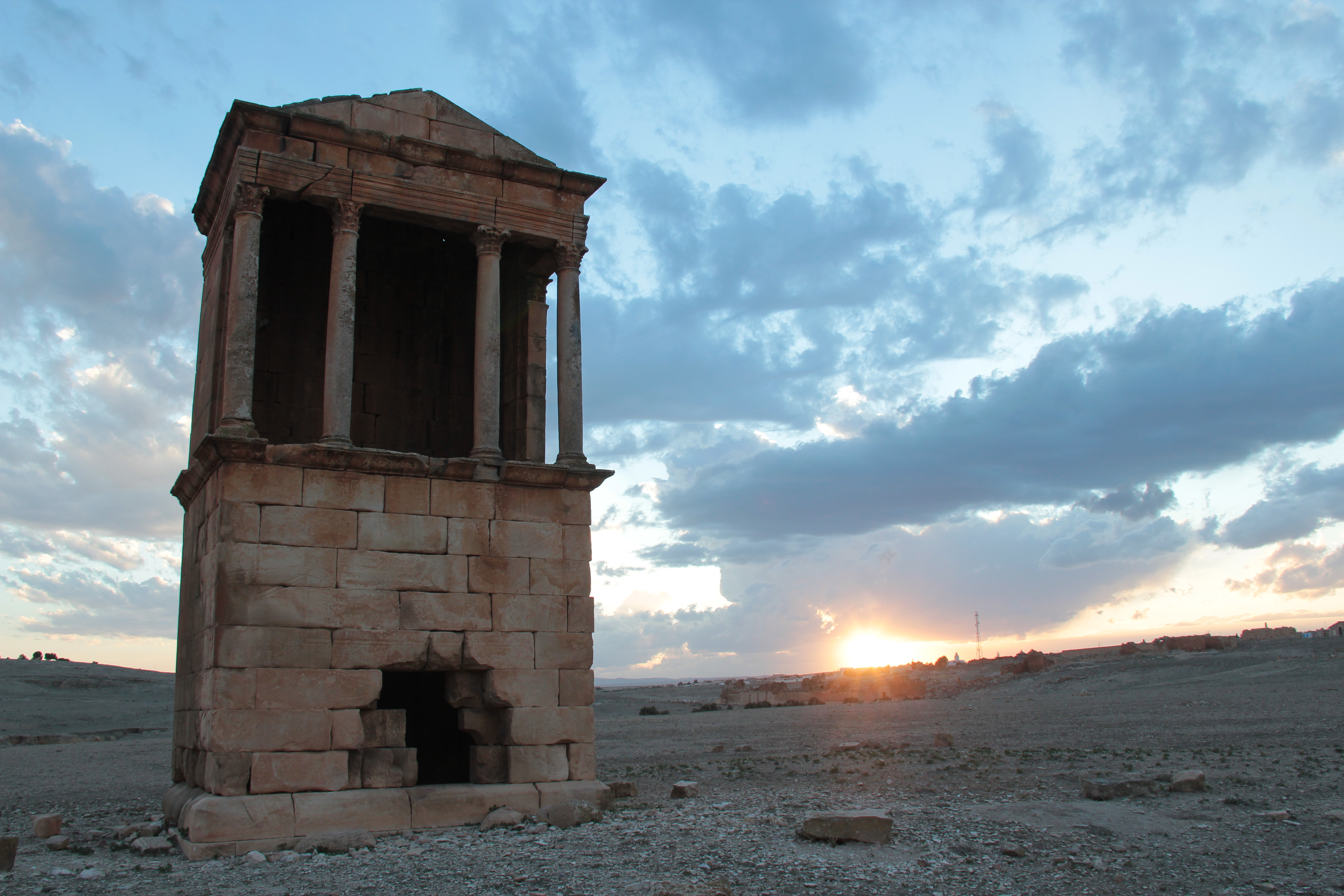
Mausoleo en forma de templo con cuatro columnas corintias sobre un basamento con una inscripción en latín.

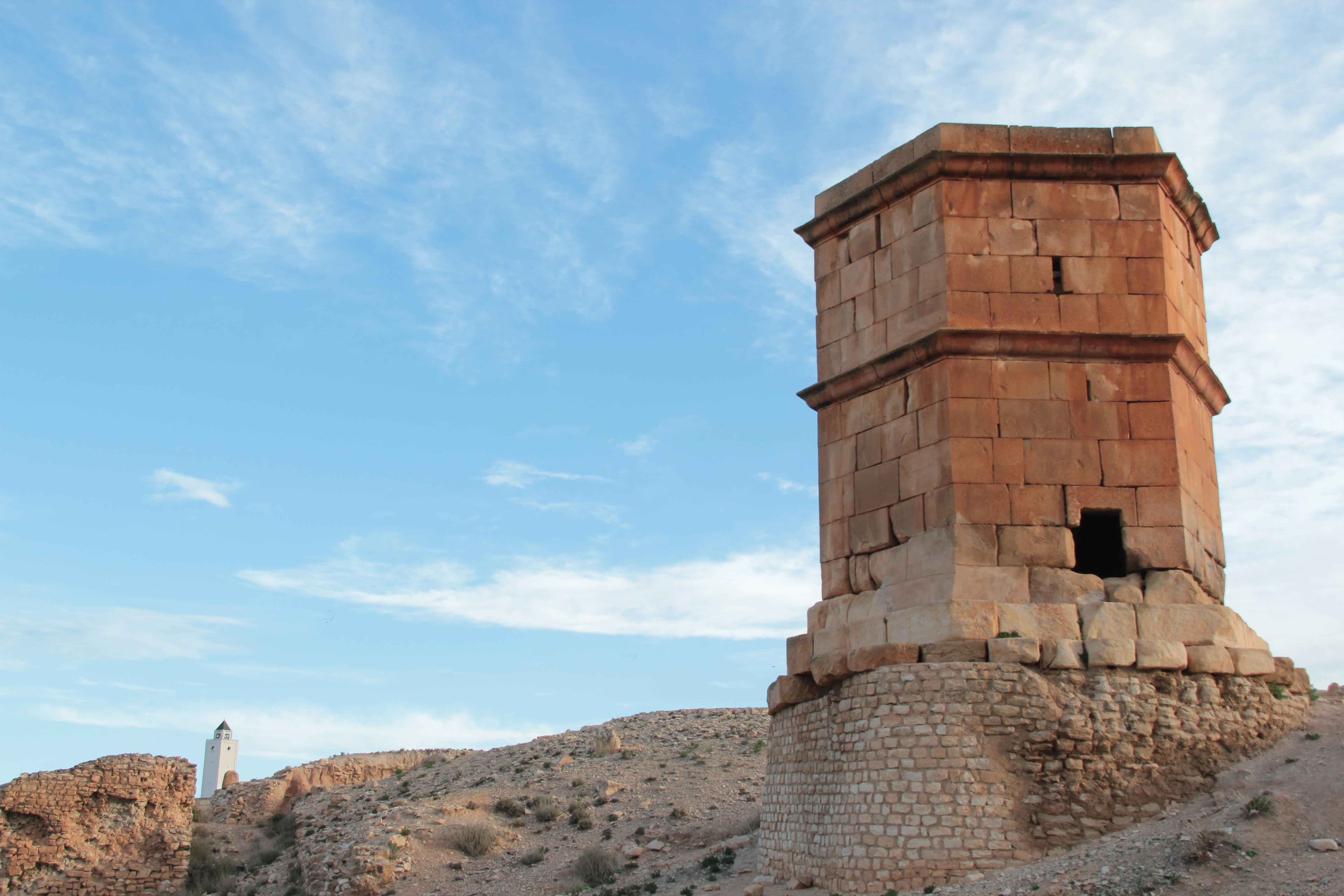
Mausoleo hexagonal de dos pisos al oeste de las ruinas.

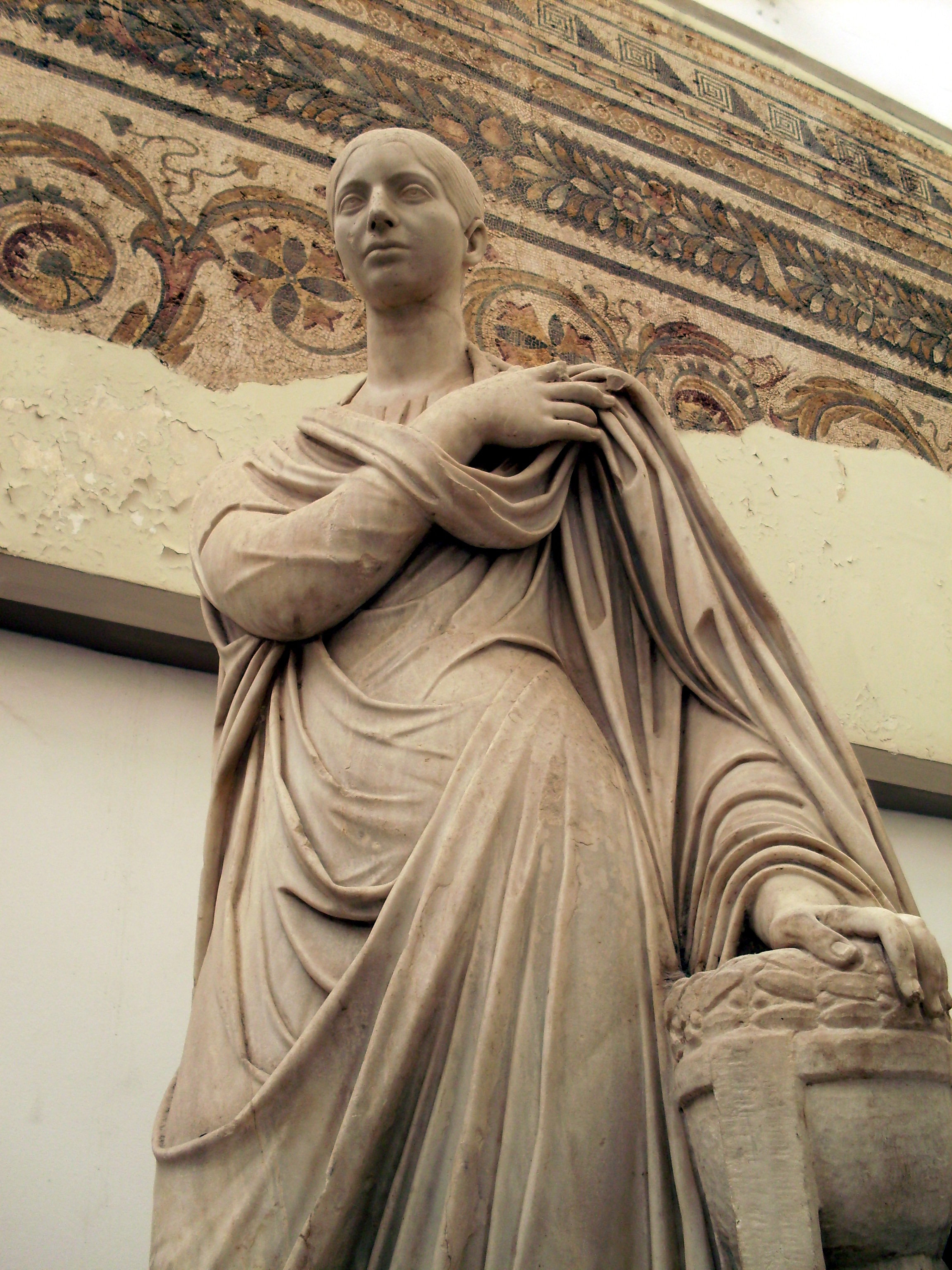
Estatua de Innula Crepereia expuesta en el Museo Nacional del Bardo.

Las necrópolis romanas, situadas en casi todo el perímetro de la ciudad, sufrieron muchos cambios, especialmente durante el período cristiano, cuando las piedras funerarias se utilizaron para la construcción de iglesias. Los monumentos que se conservan son estelas, cipos o casetones. Las tumbas más antiguas son de incineración; más tarde, el entierro apareció entre las clases ricas y luego entre las más modestas. Los epitafios, que indican los nombres y edades de los fallecidos, nos proporcionan una valiosa información sobre el origen de los legionarios (italianos, galos y africanos) y sus carreras en el ejército.
Los tres mausoleos mejor conservados, de los cuales hay tres, difieren en su forma: un mausoleo cuadrado que descansa sobre una base de tres niveles y está rodeado de pilastras acanaladas; un mausoleo tetrástilo en excelente estado, que descansa sobre una base rectangular de cuatro por cinco metros y similar a la cella de un templo precedido por cuatro columnas corintias, todo ello rematado por un simple entablamento formado por un arquitrabe y un frontón; y finalmente un mausoleo hexagonal que descansa sobre una base de tres niveles y que consta de dos pisos terminados cada uno en una cornisa.

### Basílicas
Los monumentos tardíos, los edificios cristianos fueron los primeros en ser identificados en medio de un sitio cubierto de ruinas: cuatro basílicas e iglesias fueron identificadas ya en 1900, y otras después.
La basílica de Candidus debe su nombre a la inscripción del mosaico encontrado en una de las naves. Fue descrita en 1900 por Stéphane Gsell, luego excavada por Dolcemascolo en 1934-1935, y nuevamente por Noël Duval a partir de 1966. Mide alrededor de 37 por 16 metros y tiene dos puertas laterales. Al este comprende un ábside de 5,5 por 6 metros, elevado sobre el suelo, una nave con dos columnas a cada lado de la entrada, un quadratum populi de dieciséis metros de largo en el centro (dividido en tres naves por dos filas de dobles columnatas y pavimentado con mosaicos) y tres salas al oeste, incluida una central cuadrada que corresponde a una capilla de los mártires (el acceso es a través de tres escalones enmarcados por dos cráneos) extendida por un segundo ábside. En el centro de la capilla de los mártires hay un recinto que rodea un mosaico con una inscripción que reproduce una dedicatoria a dos listas de nombres de mártires durante la persecución de Diocleciano.
La basílica conocida como Melleus es la basílica más grande del sitio. Se identificó como una iglesia en 1862, se limpió en 1934, que fue abandonada por un tiempo, y luego se volvió a estudiar a partir de 1963. Construida con materiales reutilizados, forma un rectángulo de cuarenta por quince metros, al que se accede a través de tres puertas abiertas en la fachada principal. La nave central, de 32 metros de longitud, tiene once tramos y es más ancha que las naves laterales: 8 metros por 3,20 metros en los lados; tiene dos coros en sus extremos occidental y oriental y continúa con un ábside abovedado al que se puede acceder por cuatro escalones. Numerosos epitafios (el número de 139 se alcanzó en 1967) se han encontrado en las losas del suelo de la iglesia.Duval, 1968, p. 235 Incluyen dos epitafios de un obispo, el de Victorino, obispo del período vándalo  y el de Melleus  del siglo VI. Otros dos epitafios indican tumbas germánicas: el de Ildiger, un vándalo o godo que sirvió en el ejército bizantino, y el de Guitifrida (=Witifrida), un godo del ejército bizantino.
La basílica de la ciudadela, que mide 23 metros por 13 metros, consta de un vestíbulo que da acceso, a través de una puerta central, a tres naves separadas por dos filas de columnatas en cinco tramos, los dos últimos con un altar instalado en una plataforma. La nave central termina con un ábside elevado.

### Otras construcciones
El teatro está situado en la cima del valle con vistas al uadi Haïdra. Fue parcialmente despejado y parcial y torpemente restaurado desde 1919. Con una orquesta de 17,6 metros de diámetro, parece tener dimensiones y arreglos comparables a los del teatro Bulla Regia.
El monumento con abrevaderos, de forma rectangular y de 17 por 22 metros, está dividido en tres partes: un ábside al este y tres pequeños salones al oeste. En el centro se encuentra la sala principal, originalmente cubierta con bóvedas de arista; consta de tres habitaciones separadas por dos líneas, cada una de ellas compuesta por ocho depósitos de piedra y coronada por dos arcadas bien conservadas que separan las habitaciones.
La ciudadela bizantina, que mide 200 por 110 metros, consiste en una muralla flanqueada por varias torres.